# Uttåget ur Egypten

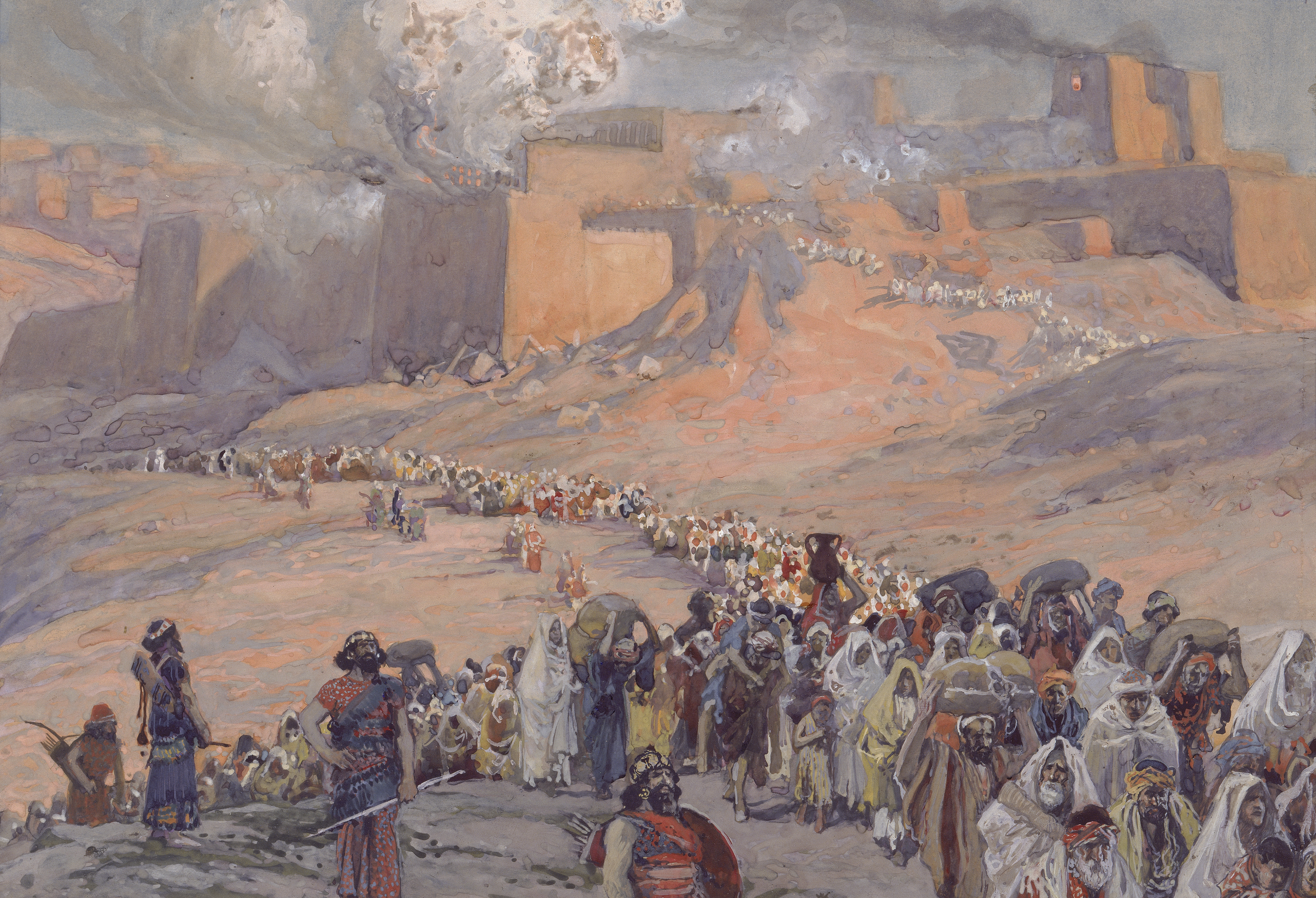
Israeliternas uttåg, målning (cirka 1896–1902) av James Jacques Joseph Tissot, 1836–1902.

Uttåget ur Egypten, på latin Exodus, av grekiska Exodos (έξοδος), hebreiska יציאת מצרים, Yetsi'at Mitzrayim, är en berättelse i Andra Moseboken kapitel 1-18 i den hebreiska skriften Tanakh (Tanach), om hur israeliterna befrias ur sin fångenskap i Egypten. Berättelsen fortsätter även i Fjärde och Femte Moseboken (hebr. במדבר, Bamidbar och דְּבָרִים, Devarim).

## Berättelsen
Enligt Tanachs berättelse tågade israeliterna under Mose och Arons ledarskap ut ur Egypten och mot Kanaans land, där deras förfäder hade levt, ett land som de hade blivit lovade av Gud. Uttåget ur Egypten ligger som grund för firandet av den judiska påsken, Pesach, det osyrade brödets högtid.

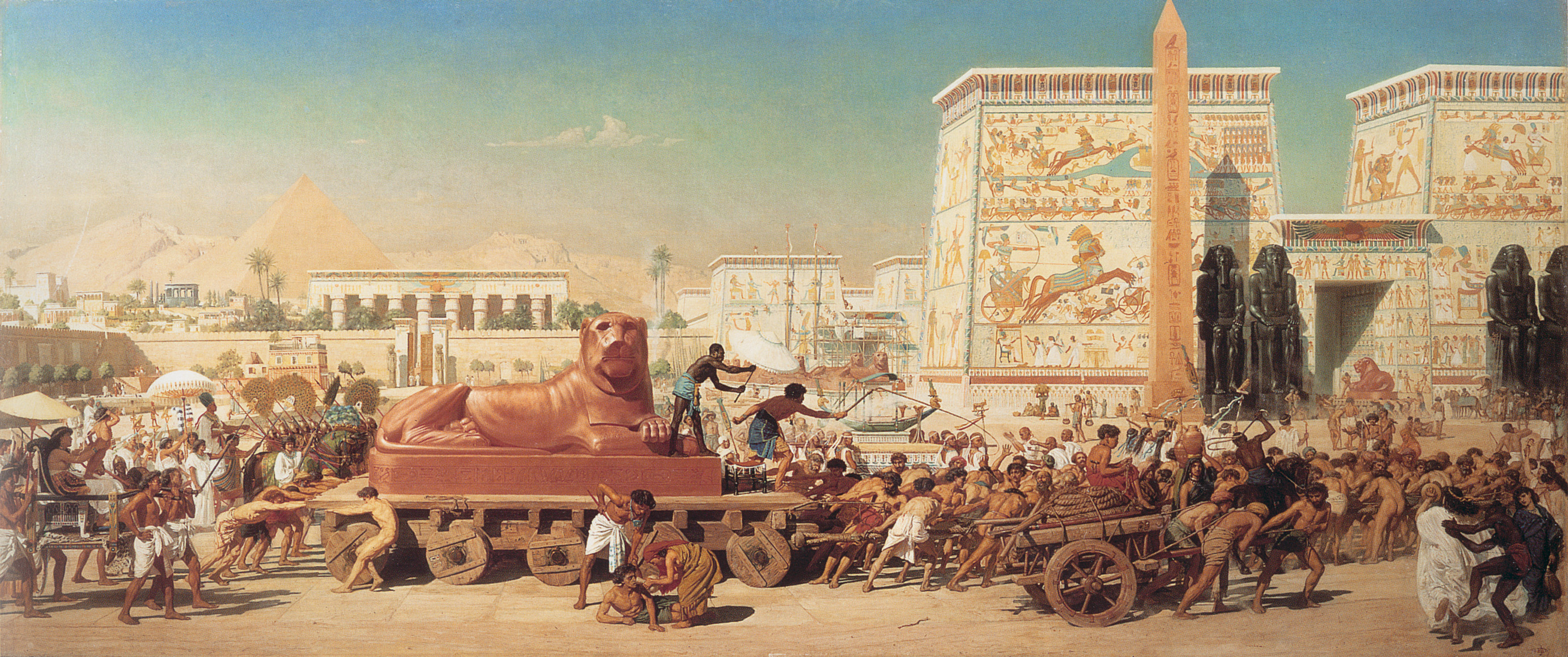
"Israel i Egypten" av Edward Poynter.

Enligt Torah kom Israels barn till Egypten när det rådde hungersnöd i Kanaan. Det var på faraos inbjudan, när Josef var vesir i landet. Efter Josefs död framträdde en ny kung i Egypten, en som inte kände till Josef. I farhågor om att hebréerna skulle föröka sig ännu mer och slutligen ta över landet lät farao istället göra dem till slavar.
Efter en lång tid i Egypten uppenbarade sig Gud för Mose (Moshe) och gav honom uppdraget att föra sitt folk ut ur Egypten och till det utlovade landet (Kanaan). Med Guds hjälp konfronterade Mose farao och hans magiker och ledde israeliterna tvärs över Röda havet och ut ur Egypten.
Israeliterna vandrade genom öknen till Horeb, Guds berg, där Gud uppenbarade sig och ingick ett förbund med dem: de skulle hålla sig till hans lagar och bud (mitzvot) och han skulle vara deras Gud. Efter 40 år i öknen dog Mose vid 120 års ålder och Josua tog över ledarrollen och ledde den israelitiska menigheten till Kanaans land.

## Uttågets betydelse i judisk tradition
Den judiska påsken, Pesach (hebr. פֶּסַח), firas till minne av uttåget ur Egypten och är en av de viktigaste judiska högtiderna. Det hebreiska ordet pesach betyder "passera förbi" och syftar på Andra Moseboken 12:13, där Gud meddelar Mose att den förstfödde sonen i varje egyptiskt hem kommer att dödas, men att Gud kommer att passera förbi de dörrar som insmorts med blod från påskmåltidens lammoffer.

## Platsen för uttåget

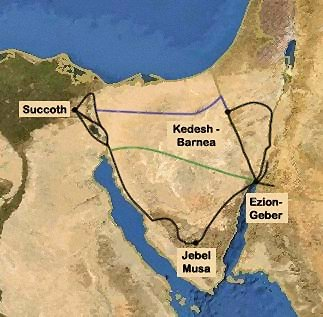
Möjliga rutter: I svart den traditionella rutten. Andra möjliga rutter i blått och grönt.

Det råder oenighet om vilken rutt som israeliterna tog. Det finns visserligen en hel del information om rutten i Andra Moseboken men det är väldigt lite som med säkerhet kan hänföras till några platser idag. Traditionellt, bland annat enligt Josefus sägs uttåget ha ägt rum från Egypten (Gosen), genom Röda havet (Suezviken) och till Sinaiberget (Jabal Musa) på södra Sinaihalvön. Det kan vara så att Nya testamentet, genom Paulus, stödjer en sådan placering av Sinaiberget. I Bibel 2000 kan man läsa: "Sinai är ett berg i Arabien", och i noten förklaras: "Arabien kan i Paulus språkbruk ha innefattat Sinaihalvön, men det är ovisst om han ansåg berget ligga där eller i Arabien". Dock har inga bevis på att uttåget ägt rum påträffats där.
Flera nutida forskare menar även att Bibeln inte hänvisar till Röda havet, utan att det hebreiska namnet (som i tidigare bibelöversättningar översatts med Röda havet) ska översättas med Sävhavet, en mindre vik av Röda havet.
Flera av dessa teorier hänvisar till att Sävhavet refererar till Aqabaviken, öster om Sinaihalvön, och att övergången i så fall skett mellan halvön Nuweiba och Ras Dabr på den arabiska halvön. Forskaren Lennart Möller har i sin bok The Exodus Case, publicerat bilder på diverse skelettdelar, vagnshjul med mera från dykningar som gjorts på platsen. Denna teorin bygger på att det vi idag kallar Sinaiberget endast heter så på grund av en gammal tradition utan någon historisk förankring. The Exodus Case hänvisar istället till att berget Jabal el-Lawz är det "riktiga" Sinaiberget. Något som sägs bekräftas av diverse arkeologiska fynd.
Den mest självklara rutten för genomresande i området hade varit på de kungliga vägarna, som hade använts i årtusenden och skulle användas i kommande årtusenden. Dock överensstämmer inte denna rutten med de saker som behöver uppfyllas för vad som beskrivs om rutten som Mose tar.

## Historicitet
Israeliternas uttåg ur Egypten har vållat en hel del spekulation. Vissa forskare anser att det i det omfattande fornegyptiska textmaterialet (en beskrivning av något som liknar Egyptens tio plågor återfinns till exempel i Ipuwer-papyrusen) finns en likhet med hyksos, ett asiatiskt folk vilka bebodde det forntida Egypten under 1600- och 1500-talet f.Kr. Andra föreslår att israeliterna var de apiru vilka finns nedtecknade från det egyptiska Nya riket (1550–1070 f.Kr.). Den tidigaste kända hänvisningen till Israel (omkring 1200 f.Kr.) är farao Merneptahs segerstele (även felaktigt känd som Israelstelen), vilken beskriver att "Israel ligger öde, dess säd finns inte mer". Egypten fortsatte att behärska Palestina under 1100-talet f.Kr. Det finns forskare som har spekulerat i att uttåget ur Egypten i själva verket beskriver Israels frigörelse från det egyptiska herraväldet över landet Israel. Stelens segerbudskap kan dock ifrågasättas. Egyptologen Donald Redford föreslår att Israel uppstod ur ett nomadiskt folk. Hans forskning påvisar att israeliterna tillhörde det nomadiska Shasu-folket. Upprinnelsen till Israel skulle då ha varit en grupp nomader som utmärkte sig genom sin tro på Jahve.
Försök har gjorts att relatera Egyptens tio plågor till historiska händelser, i synnerhet vulkanutbrottet på Thera under 1600-talet f.Kr., men detta anses allmänt vara pseudovetenskap.
I Andra Moseboken 12:37 står det att israeliterna var "ungefär 600 000 män till fots, förutom kvinnor och barn". I Fjärde Moseboken 1:46 nämns att de mönstrade var sammanlagt 603 550 man. Siffrorna förefaller högst osannolika. Även om antalet invånare i det forntida Egypten är okänt, överstiger antalet israeliter (totalt omkring 3 miljoner) de lägsta uppskattningarna av den totala egyptiska befolkningen. Ett vanligt förslag är att den bibliska texten istället ska tolkas som 600 familjer, och inte 600 000, något som skulle ge ett mer troligt antal. Det egyptiska textmaterialet visar att grupper av asiater flyttade in och ut ur Egypten, i synnerhet till det bördiga Nildeltat under tider av torka.
Att det i stor utsträckning saknas arkeologiska och historiska belägg, utöver dem i Bibeln, föranleder vissa forskare att dra slutsatsen att uttåget ur Egypten, så som det framställs i Moseböckerna, inte har ägt rum.  Israel Finkelstein och Neil Asher Silberman har i boken The Bible Unearthed formulerat denna slutsats på följande sätt: "The conclusion - that the Exodus did not happen at the time and in the manner described in the Bible - seems irrefutable when we examine the evidence at specific sites where the children of Israel were said to have camped for extended periods during their wandering in the desert (Numbers 33) and where some archeological indication - if present - would almost certainly be found". Det råder dock ingen enighet bland forskarna om hur antalet israeliter ska tolkas eller ens om uttåget verkligen ägde rum.